# James Eustace, III vizconde de Baltinglass
James FitzEustace de Harristown, vizconde de Baltinglass (1530-1585) fue el primogénito de Rowland Eustace, segundo vizconde de Baltinglass y Joan, hija de James Butler, octavo barón de Dunboyne. Nació en 1530 y murió en España en 1585. Los FitzEustace habían sido aliados tradicionales de los FitzGerald condes de Kildare, pero, prudentemente, permanecieron leales a Enrique VIII durante la rebelión de Silken Thomas FitzGerald de 1534-1535, por lo que recibieron tierras adicionales. Más tarde, en la década de 1540, Thomas FitzEustace, el abuelo de James, fue nombrado primer vizconde de Baltinglass en agradecimiento. Pero, al igual que otras muchas familias de ingleses viejos de la Empalizada, los FitzEustace acabaron sintiéndose decepcionados por el gobierno inglés.
El círculo de Baltinglass incluía a los Plunkett, Dillon, Aylmer, Fitzsimon, Sedgrave y Nugent, cada vez más descontentas y que acabaron conspirando contra la Corona inglesa. Ya con anterioridad, James había pasado una noche en la cárcel, un sermón, una multa y se había ganado la enemistad duradera del arzobispo Adam Loftus de Dublín por sus posturas.
James Eustace se educó en Gray's Inn, el más prestigioso de los Inns of Court de Londres, y vivió en Roma durante la década de 1570. Tuvo como tutor a Sir Norman Eustace, y se convirtió en un católico ferviente que consideraba a la reina Isabel I como una hereje ilegítima. El gobierno consideraba que James estaba equivocado, pero no como una amenaza. Incluso se desentendieron de él, lo que resultó una ironía viendo la revuelta posterior.

## Matrimonio
Se casó con Mary Travers, hija y coheredera de Sir Henry Travers del castillo de Monkstown. Henry falleció antes que su padre y María murió en 1610

## Rebelión
En 1576, antes de la muerte de su padre, James Eustace denunció la persecución religiosa de la que era objeto la Iglesia católica en Irlanda y los impuestos ilegales establecidos por el Lord Diputado, Sir Henry Sidney. Fue encarcelado junto a otros católicos en 1577 y liberado justo a tiempo para asumir su título al año siguiente. Gran parte de su resentimiento se dirigió contra las políticas seguidas por los funcionarios de la Reina. Para financiar campañas militares contra la nobleza gaélica de Irlanda y los magnates angloirlandeses rebeldes, el gobierno impuso un impuesto conocido como cess, a las familias de la Empalizada, que también tuvieron que alojar a las tropas destacadas a Irlanda. Esto provocó quejas cada vez más ruidosas tanto de la nobleza como del resto de habitantes de la Empalizada, haciendo cundir el descontento entre los irlandeses. El vizconde Roland, padre de James, se significó como líder de las protestas y  fue encarcelado en los últimos años de la década de 1570 por la administración isabelina, que consideraba su oposición poco menos que traición, lo que sólo aumentó su impopularidad, ya que la religión predominante era la católica.
En estos años, los católicos fueron viendo como su participación en el gobierno declinaba en favor de los protestantes, que ocupaban cada vez puestos de mayor relevancia. Estos funcionarios protestantes consideraban inconcebible el catolicismo y la lealtad Isabel I, y la persecución se intensificó aún más tras la excomunión de la reina Isabel por parte del Papa Pío V en la bula papal Regnans in Excelsis de 1570. Cada vez más hijos de familias católicas de la Empalizada eran enviados a estudiar a las universidades de la Europa católica, donde dominaban la teología de la Contrarreforma, y el arte y la literatura barrocos. Esta educación los hizo más decididos a desafiar y resistir la persecución religiosa de la Iglesia católica en Irlanda a su regreso.
En 1579, Gerald FitzGerald, decimoquinto conde de Desmond, tomó las armas en Munster por segunda vez contra la reina, en la llamada Segunda Rebelión de Desmond. Isabel I engargó a Thomas Butler, conde de Ormond, la represión de la revuelta, lo que hizo de modo despiadado. Durante el verano de 1580, James Eustace, vizconde de Baltinglass, aparentemente impulsado casi exclusivamente por motivos religiosos, reclutó un ejército católico en Wicklow, para ayudar a Desmond, del que formaron parte muchos católicos influyentes, algunos de ellos sus propios parientes.
James Eustace sabía que carecía de la fuerza militar necesaria, una base operativa adecuada y experiencia marcial para tener éxito, por lo que sería aplastado si actuaban en solitario. Buscó entonces la alianza de Fiach MacHugh O'Byrne, el jefe del clan O'Byrne, pese a que el padre de Fiach había derrotado al padre de Baltinglass en una batalla que se celebra en la poesía irlandesa.
O'Byrne y Baltinglass formaron una buena combinación. Fiach era un buen líder militar y consiguió el apoyo de los clanes irlandeses de Leinster, que lo veían como su jefe y su protector. La defensa de la causa católica por parte de Baltinglass dio a la revuelta la dimensión adicional que tanto temía el gobierno. Sin la participación de Baltinglass, el levantamiento habría sido considerado simplemente otro levantamiento por parte de los clanes irlandeses, sin apoyo de las familias de ingleses viejos. La alianza entre los clanes gaélicos de las montañas de Wicklow y las familias de la Empalizada  aterrorizaba al gobierno y se repetiría muchas veces en los levantamientos venideros.
La noticia de esto pronto llegó a oídos de Ormonde, cuñado de James Eustace, (Edmund Butler, hermano del conde de Ormonde, se había casado con Eleanor Eustace, hermana de Baltinglass) que le advirtió severamente, ya que ha llegado a nosotros una desafiante respuesta de Baltinglass, utilizada posteriormente como prueba en su contra.
En un primer momento, la revuelta tuvo éxito y el 25 de agosto de 1580, las tropas del Lord Diputado fueron derrotadas en la montañas de Wicklow en la batalla de Glenmalure. Los Anales de los Cuatro Maestros mencionan que "toda la extensión del país desde Slaney hasta Shannon y desde Boyne hasta el encuentro de las Tres Aguas se convirtió en un escenario de lucha y disensión".
Pero Baltinglass y O'Byrne nunca coordinaron sus esfuerzos con los del conde de Desmond, en cualquier caso, habían empezado demasiado tarde. Durante casi un año se sucedieron enfrentamientos aislados, aunque sin batallas campales y, aunque las tropas de Baltinglass invadieron territorios amplios, causando grandes daños, acabaron siendo dominadas. Un grupo de españoles e italianos desembarcaron en Smerwick, Kerry, para ayudar a la causa católica, pero fueron hechos prisioneros y masacrados en Naas.[cita requerida] El escenario de esta masacre, en el extremo sur de la ciudad, todavía se llama Cruz de los Españoles o Foad Spaniagh .[cita requerida]

## Derrota y exilio
Baltinglass y sus seguidores fueron proscritos y cuarenta y cinco de ellos fueron ahorcados en Dublín. James Eustace escapó a Munster, donde Desmond aún continuaba con la rebelión, y de allí, con la ayuda de los Mártires de Wexford, a España, donde fue bien recibido, aunque no logró persuadir a Felipe II de España para que enviara tropas y barcos para invadir Irlanda. Murió allí sin hijos en 1585. El destino de sus cinco hermanos fue el siguiente:
- Edmund Eustace se había casado con Frances, hija de Robert Pipho, y posteriormente con Joan, hija de Richard Walsh de Carrickmines. En 1583 escapó a Escocia y de allí a España, donde el Papa lo creó "cuarto vizconde". Sirvió contra Inglaterra en la Armada en 1588 y murió en Portugal en 1594.[1]
- 2 Thomas Eustace, ejecutado en 1582.
- 3 William Eustace fue dado por muerto en combate en 1581, y se informó oficialmente a Sir Francis Walsingham, Secretario de Estado en Londres, "Cabeza de William Eustace, otro de los hermanos Baltinglass, capturado esta mañana". Sin embargo, es posible que este informe fuera falso y que él fuera el antepasado de Eustaces de Robertstown.
- 4 Walter Eustace capturado en 1583 y ejecutado.
- 5 Richard Eustace estaba en París en el momento de la rebelión, organizando el envío de municiones y suministros para ayudar a sus hermanos. Se hizo sacerdote en Roma.

Entre los otros Eustaces del condado de Kildare que participaron se encontraban Maurice de Castlemartin y Thomas de Kerdiffstown (cerca de Sallins), ambos ejecutados, y John de Newland y Oliver de Blackhall, Clane, que finalmente fueron indultados, al igual que Maurice FitzGerald de Osberstown., Naas.
En 1585, el Parlamento aprobó el Estatuto de Baltinglass, con una considerable oposición. En virtud de esta ley, se confiscaron el título y las armas, y se embargaron las vastas posesiones de Baltinglass con cláusulas retroactivas que anulaban todas las transferencias de propiedad habidas en los doce años anteriores. Los Eustaces de Harristown quedaron prácticamente destruidos.
Casi todas las propiedades fueron otorgadas a Sir Henry Harrington, quien había participado activamente en sofocar la rebelión. La casa Baltinglass en Dublín y el arrendamiento de New Abbey, Kilcullen, fueron concedidos a Edmund Spenser, el poeta, secretario del Lord Diputado, Arthur Grey. El castillo de Rathfarnham y gran parte de las tierras alrededor de Rathfarnham también pertenecían a la familia Eustace de Baltinglass y fueron concedidos a la familia Loftus .